# Jaguarciklid
Jaguarciklid (Parachromis managuensis) är en fiskart som först beskrevs av Günther, 1867.  Jaguarcikliderna ingår i släktet Parachromis och familjen ciklider. Inga underarter finns listade i Catalogue of Life.